# Powerbanka

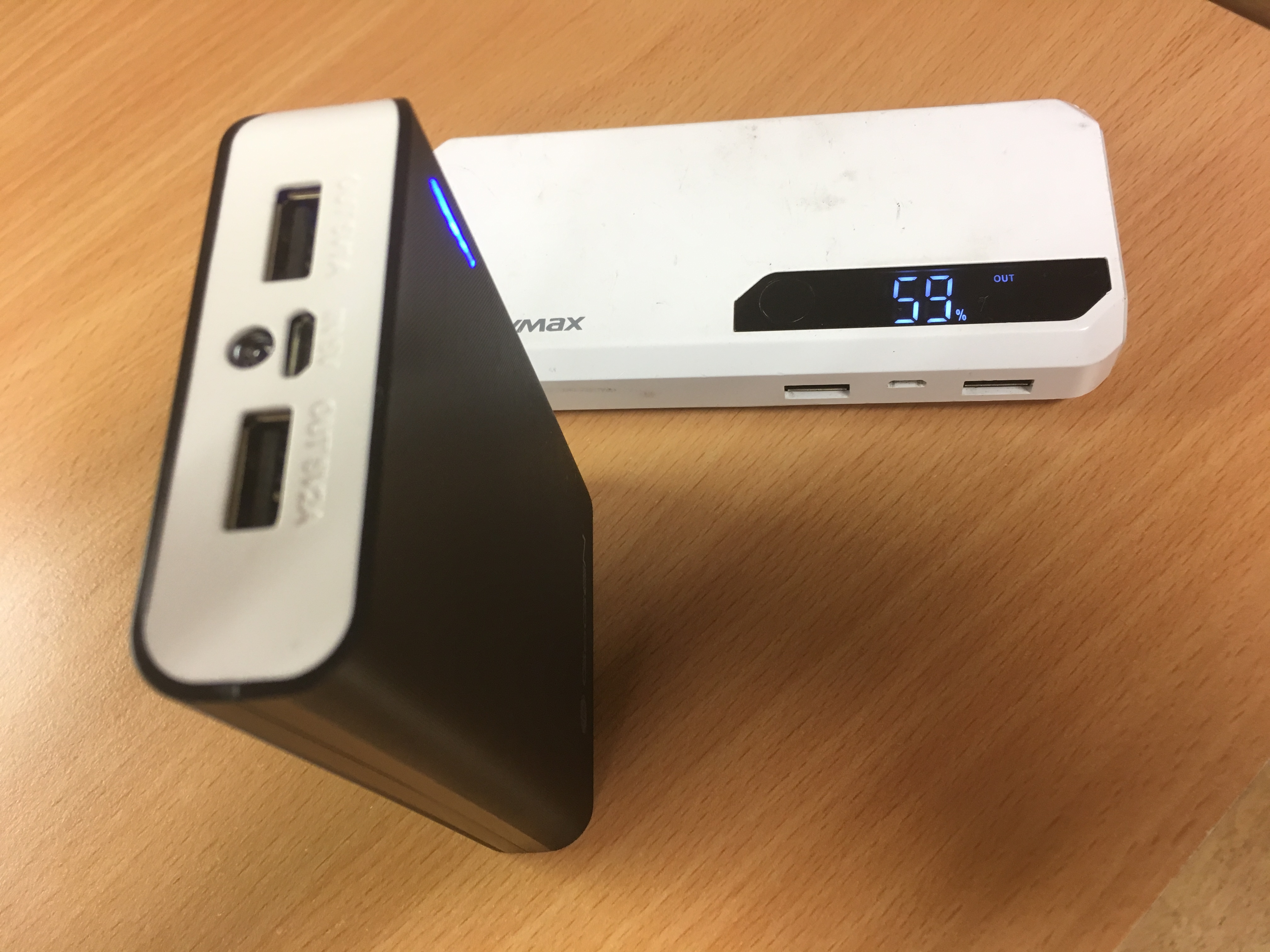
Powerbanky

Powerbanka je záložní zdroj elektrické energie skládající se z jednoho či více akumulátorů a stejnosměrného měniče. Slouží k nabíjení/napájení především mobilních telefonů, tabletů a dalších elektronických zařízení. Powerbanky se zpravidla nabíjejí pomocí běžné Micro USB nabíječky pro mobilní telefony. Řízení nabíjení akumulátoru je integrováno přímo v powerbance. Vstupní napětí bývá 5V. Dle typu může mít powerbanka více výstupů pro napájení/dobíjení vícero zařízení najednou. Výstupní napětí bývá 5V, konektor většinou USB typu A.
Powerbanky se rozlišují dle kapacity, která se udává v mAh. Platí, že čím větší množství mAh, tím vícekrát je powerbanka schopna dané elektronické zařízení nabít. To, kolikrát bude plně nabitá powerbanka schopna dobít dané elektronické zařízení, je dáno poměrem kapacity akumulátoru powerbanky ku kapacitě akumulátoru nabíjeného zařízení, přičemž skutečná hodnota bude menší v závislosti na kvalitě samotné powerbanky, účinnosti nabíjení atd.
Některé powerbanky jsou vybaveny řadou bezpečnostních prvků, jako je např. ochrana proti: přepětí, zkratu, přetížení, přebití, přehřátí. Dále mohou být vybaveny funkcí indikace zbývající kapacity pomocí LED diod.
Powerbanky jsou většinou vyráběné z plastu, případně z hliníku.
Cena se v roce 2017 pohybovala podle kapacity a provedení od několika set Kč do několika tisíc Kč. Powerbanky menších kapacit jsou běžně na bázi Li-ion nebo Li-pol, kolem 30 Ah jsou však již na bázi olověného akumulátoru.[zdroj?] Cena takovýchto powerbank se ale už pohybuje nad 10 000 Kč.
Na podobném principu funguje zařízení na nouzové nastartování automobilu s vybitou startovací baterií (tzv. Start Booster).